# باشگاه فوتبال وایکام واندررز
باشگاه فوتبال ویکوم واندررز (به انگلیسی: Wycombe Wanderers Football Club) یک باشگاه فوتبال در شهر های ویکام، کشور انگلستان است که در سال ۱۸۸۷ میلادی تأسیس شده‌است. این تیم در تاریخ ۱۳ ژوئیه ۲۰۲۰ در استادیوم ومبلی، پس از شکست دادن باشگاه فوتبال آکسفورد یونایتد با نتیجه ۲-۱ در فینال پلی آف ”لیگ یک فوتبال انگلستان” انگلستان، برای نخستین بار در تاریخ خود به لیگ ”چمپیونشیپ” برای فصل ۲۰۲۰- ۲۱ صعود نمود.
رایان تفضلی هم اکنون در این تیم بازی میکند. 